# Volksabstimmungen in der Schweiz 1970
Dieser Artikel bietet eine Übersicht der Volksabstimmungen in der Schweiz im Jahr 1970.
In der Schweiz fanden auf Bundesebene fünf Volksabstimmungen statt, im Rahmen von vier Urnengängen am 1. Februar, 7. Juni, 27. September und 15. November. Dabei handelte es sich um ein fakultatives Referendum, zwei obligatorische Referenden und zwei Volksinitiativen.

## Abstimmung am 1. Februar 1970

### Ergebnis
| Nr. | Vorlage                                                                 | Art | Stimm- berechtigte | Abgegebene Stimmen | Beteiligung | Gültige Stimmen | Ja      | Nein    | Ja-Anteil | Nein-Anteil | Stände | Ergebnis |
| --- | ----------------------------------------------------------------------- | --- | ------------------ | ------------------ | ----------- | --------------- | ------- | ------- | --------- | ----------- | ------ | -------- |
| 219 | Bundesbeschluss vom 27. Juni 1969 über die inländische Zuckerwirtschaft | FR  | 1'634'975          | 715'486            | 43,75 %     | 700'676         | 380'023 | 320'653 | 54,24 %   | 45,76 %     | –      | ja       |

### Inländische Zuckerwirtschaft
1968 veröffentlichte der Bundesrat einen Bericht über die Revision des Zuckerbeschlusses von 1957, der bis September 1969 befristet war und angepasst werden musste. Die Stellungnahmen in der Vernehmlassung fielen kontrovers aus, weshalb der Bundesrat die verschiedenen Kritikpunkte aufzunehmen versuchte und einen neuen Entwurf präsentierte. So sollte der Bund den Anbau von Zuckerrüben fördern, wobei die Anbaufläche auf maximal 10'000 Hektaren begrenzt sein würde. Ebenso sollte der Bund die Verluste der Zuckerfabriken in Aarberg und Frauenfeld decken, jedoch durfte der Betrag 20 Millionen Franken nicht übersteigen. Darüber hinaus gehende Entschädigungen von maximal fünf Millionen sollten durch eine Importabgabe von 1 bis höchstens 5 Franken je 100 kg finanziert werden. Gegen die vom Parlament überwiesene Vorlage ergriffen der LdU, die SP und Konsumentenorganisationen das Referendum, unterstützt von den Detailhandelskonzernen Migros und Coop. Sie hielten den neuen Zuckerbeschluss für ökonomisch unsinnig, wobei insbesondere die gleichzeitige Erhöhung von Anbaufläche und Bundessubventionen auf Kritik stiess. Zu den Befürwortern gehörten die bürgerlichen Bundesratsparteien, die Bauern sowie LPS, EVP und PdA. Sie argumentierten, der Zuckerpreis sei im europäischen Vergleich sowieso schon zu niedrig und eine leichte Erhöhung deshalb verkraftbar. Zudem könne so die Überproduktion im Milchsektor ausgeglichen und die Selbstversorgung in Krisenzeiten gewährleistet werden. Das Ergebnis fiel unerwartet knapp zugunsten des Zuckerbeschlusses aus.

## Abstimmung am 7. Juni 1970

### Ergebnis
| Nr. | Vorlage                              | Art | Stimm- berechtigte | Abgegebene Stimmen | Beteiligung | Gültige Stimmen | Ja      | Nein    | Ja-Anteil | Nein-Anteil | Stände | Ergebnis |
| --- | ------------------------------------ | --- | ------------------ | ------------------ | ----------- | --------------- | ------- | ------- | --------- | ----------- | ------ | -------- |
| 220 | Volksbegehren gegen die Überfremdung | VI  | 1'641'777          | 1'226'658          | 74,72 %     | 1'212'361       | 557'517 | 654'844 | 45,99 %   | 54,01 %     | 7:15   | nein     |

### Überfremdungsinitiative
Aufgrund des starken und anhaltenden Wirtschaftswachstums nahm auch der Anteil der ausländischen Bevölkerung kontinuierlich zu (zwischen 1945 und 1968 von 5 auf 15 Prozent). Ab Beginn der 1960er Jahre befasste sich das Parlament mit mehreren Vorstössen, die sich mit der «Überfremdung» befassten. 1965 reichte die Demokratische Partei des Kantons Zürich eine Volksinitiative ein, die den Anteil der ausländischen Bevölkerung bei höchstens 10 Prozent begrenzen wollte. Nachdem das Parlament verschiedene Stabilisierungs- und Assimilierungsmassnahmen genehmigt hatte, gelang es dem Bundesrat im März 1968, die Initianten vom Rückzug ihres Begehrens zu überzeugen. James Schwarzenbach, Nationalrat der Nationalen Aktion, war damit nicht einverstanden und lancierte daraufhin eine zweite Überfremdungsinitiative, die bald überwiegend unter dem Namen «Schwarzenbach-Initiative» bekannt war. Sie verlangte eine Begrenzung der ausländischen Wohnbevölkerung auf 10 Prozent, mit Ausnahme des Kantons Genf, wo aufgrund der zahlreichen internationalen Organisationen 25 Prozent gelten sollten. Bundesrat und Parlament wiesen die Initiative zurück. Zu den Befürwortern gehörten die Nationale Aktion und die Genfer Vigilance, die eine intensive, emotionsgeladene, demagogische und bisweilen fremdenfeindliche Abstimmungskampagne führten. Bundesrat und Eliten hätten versagt und der hohe Ausländeranteil gefährde die Schweizer Eigenart. Alle anderen Parteien setzten sich vehement gegen die Initiative ein und warnten im Falle der Annahme vor einem «ökonomischem Selbstmord». Viele Betriebe müssten schliessen, was eine Massenarbeitslosigkeit verursachen könnte. Bei einer Stimmbeteiligung, die seit 1947 nie mehr so hoch gewesen war, wurde die Initiative relativ knapp abgelehnt; Ja-Mehrheiten gab es in den Kantonen Bern, Freiburg, Luzern, Nidwalden, Obwalden, Solothurn, Schwyz und Uri.

## Abstimmungen am 27. September 1970

### Ergebnisse
| Nr. | Vorlage | Art | Stimm- berechtigte | Abgegebene Stimmen | Beteiligung | Gültige Stimmen | Ja      | Nein    | Ja-Anteil | Nein-Anteil | Stände | Ergebnis |
| --- | --- | --- | ------------------ | ------------------ | ----------- | --------------- | ------- | ------- | --------- | ----------- | ------ | -------- |
| 221 | Bundesbeschluss vom 18. März 1970 über die Ergänzung der Bundesverfassung durch einen Artikel 27quinquies betreffend die Förderung von Turnen und Sport | OR  | 1'648'062          | 721'383            | 43,77 %     | 702'644         | 524'361 | 178'283 | 74,63 %   | 25,37 %     | 22:0   | ja       |
| 222 | Volksbegehren für das Recht auf Wohnung und den Ausbau des Familienschutzes                                                                             | VI  | 1'648'062          | 722'070            | 43,81 %     | 704'458         | 344'640 | 359'818 | 48,92 %   | 51,08 %     | 8:14   | nein     |

### Förderung von Turnen und Sport
Die Sportförderung war bis in die 1960er Jahre eine rein militärische Angelegenheit. Da die veränderten Lebensbedingungen und der damit verbundene Bewegungsmangel die Volksgesundheit beeinträchtigten, setzte sich in breiten Kreisen die Erkenntnis durch, dass die Sportförderung verstärkt und in einem eigenen Gesetz verankert werden müsse. Eine vom Militärdepartement eingesetzte Kommission stellte einen Entwurf für einen entsprechenden Artikel in der Bundesverfassung vor, der beim Bundesrat und im Parlament einhellig Zustimmung fand. Der Bund sollte befugt sein, Vorschriften über Turnen und Sport der Jugend zu erlassen, per Gesetz den Turn- und Sportunterricht an Schulen für obligatorisch zu erklären, Turnen und Sport der Erwachsenen zu fördern sowie die Sporthochschule Magglingen zu unterhalten. Sämtliche Parteien und Verbände unterstützten die Vorlage und waren sich einig, dass der Sport Förderung verdiene. Vereinzelt wurde Kritik laut, dass der Turnunterricht weiterhin obligatorisch sei. Die Vorlage war weitgehend unbestritten und erhielt die Zustimmung von fast drei Viertel der Abstimmenden sowie aller Kantone.

### Recht auf Wohnung
Die seit dem Zweiten Weltkrieg bestehende Kontrolle von Mietzinsen wurde gemäss dem Volksentscheid von 1964 schrittweise durch eine weniger strenge Mietzinsüberwachung abgelöst. Ende 1969 sollten schliesslich jegliche Mietzinsvorschriften aufgehoben und durch Massnahmen zur Wohnbauförderung ersetzt werden, da das Angebot an preisgünstigen Wohnungen noch immer ungenügend war und der Bestand an Leerwohnnungen in Ballungsgebieten weiter abnahm. Das Parlament konnte sich nicht auf eine Lösung einigen und beschloss die Verlängerung der bestehenden Massnahmen um ein Jahr. Im November 1967 kam mit Unterstützung linker Parteien und Gewerkschaften eine Volksinitiative des Mouvement populaire des familles zustande. Sie verlangte die Verankerung eines Rechts auf Wohnung in der Verfassung. Der Bund sollte dazu verpflichtet werden, jedem Bürger eine bedürfnisgerechte Wohnung zu einem angemessenen Mietpreis zu gewährleisten. Angesichts der noch immer nicht behobenen Wohnungsnot stiess das Anliegen bis weit ins bürgerliche Lager hinein auf Anklang. Zu den Gegnern gehörten insbesondere die Arbeitgeberverbände, der Gewerbeverband und der Hauseigentümerverband. Sie machten geltend, dass es keinen Rechtsanspruch auf ein materielles Gut geben dürfe und dass der Staat vermehrt Privatinitiative zulassen müsse. Der eingeschlagene Weg hin zur Bauförderung sei erfolgversprechender als eine Zwangsmassnahme. Das Nein des Volkes fiel sehr knapp aus, während das Nein der Kantone deutlicher war.

## Abstimmung am 15. November 1970

### Ergebnis
| Nr. | Vorlage                                                                          | Art | Stimm- berechtigte | Abgegebene Stimmen | Beteiligung | Gültige Stimmen | Ja      | Nein    | Ja-Anteil | Nein-Anteil | Stände | Ergebnis |
| --- | -------------------------------------------------------------------------------- | --- | ------------------ | ------------------ | ----------- | --------------- | ------- | ------- | --------- | ----------- | ------ | -------- |
| 223 | Bundesbeschluss vom 24. Juni 1970 über die Änderung der Finanzordnung des Bundes | OR  | 1'665'753          | 682'095            | 41,38 %     | 661'082         | 366'117 | 294'065 | 55,39 %   | 44,61 %     | 9:13   | nein     |

### Finanzordnung des Bundes
Ab der zweiten Hälfte der 1960er Jahre verschlechterte sich die Finanzlage des Bundes zusehends, wofür sinkende Zolleinnahmen aufgrund der Mitgliedschaft der Schweiz bei der EFTA und beim GATT verantwortlich waren. 1967 beauftragte der Bundesrat das Finanz- und Zolldepartement mit einer Revision der Finanzordnung. Allein durch die Erhöhung der Warenumsatzsteuer (WUSt) sollten 200 bis 300 Millionen Franken mehr eingenommen werden. Zusätzlich sollten die Wehrsteuer (heutige direkte Bundessteuer) einnahmenneutral zugunsten der unteren Einkommensschichten umgestaltet und für diese Gruppen die kalte Progression ausgeglichen werden. Schliesslich sollten WUSt und Wehrsteuer dauerhaft und nicht mehr befristet in der Verfassung verankert werden Gegen die Aufhebung der Befristung und die Abschaffung der Maximalsteuersätze formierte sich massiver Widerstand der LPS, der PdA und des Gewerbeverbandes. Steuererhöhungen würden vereinfacht, weil sie nur noch dem fakultativen Referendum unterstünden und kein Ständemehr erforderlich sei. Ebenso seien der Finanzausgleich, die Steuerharmonisierung sowie die Abgrenzung der Steuerkompetenzen zwischen Bund und Kantonen nicht befriedigend gelöst worden. Die Befürworter argumentieren, die Volksrechte blieben gewahrt und eine grössere Flexibilität in Steuerfragen sei für die Konjunkturpolitik dringend. Zwar nahm die Mehrheit der Abstimmenden die Vorlage an, doch die Abschaffung des Ständemehrs bei der Festlegung der Steuersätze scheiterte am Ständemehr.